# Wehha
Wehha (també dit Wehh Wilhelming) va ser un dels caps que va liderar un grup d'emigrants angles cap a l'illa de la Gran Bretanya i probablement el creador del regne anomenat Ànglia de l'Est, fets que van passar en un període indeterminat durant el segle vi.

## Orígens
Segons R. Rainbird Clarke, un grup d'emigrants procedents de Jutlàndia van arribar vers el 550 a les costes del territori corresponent a l'actual Suffolk i ràpidament se'l van fer seu: hi van instal·lar les seves cases sense perdre temps en conquestes. Aquest historiador ha identificat Wehha com al fundador de la dinastia governant. Aquests colons apareixen en el poema Beowulf, on reben el nom de geats. Basat en les proves trobades a Sutton Hoo ha arribat a la conclusió que els Wuffingas eren originaris de Suècia. L'espasa, el casc i l'escut trobats en una tomba d'aquella època a Sutton Hoo denoten que eren objectes portats de Suècia. Altres autors creuen que van ser fets a la Gran Bretanya i dubten que els Wuffingas tinguin una relació directa amb Suècia.

## Genealogia
Wehha és una figura a mig camí entre la història i la llegenda. No ha sobreviscut cap prova que demostri la seva existència. La paraula Wehha surt en les llistes dels membres de la dinastia dels Wuffingas: de vegades està escrit Ƿehh Ƿilhelming (que transliterat és: Wehha Wilhelming), com en la llista inclosa en el Textus Roffensis, una important col·lecció de lleis anglosaxones que es conserva a la catedral de Rochester en forma e dos llibres que es van escriure al segle xiii. Segons aquesta llista, també anomenada compilació ànglia, Wehha era fill de Wilhelm, que era fill de Hryþ, que era fill de Hroðmund, que era fill de Trygil, que era fill de Tyttman, que era fill de Casere Odisson, que era fill del déu Wōden. Wehha tenia un fill anomenat Wuffa, del qual deriva el nom de la dinastia.
Segons la Historia Brittonum, escrita al segle ix, un home anomenat Guillem Guercha va ser el primer rei de l'Ànglia de l'Est. Segons l'historiador del segle xix, Francis Palgrave, Guercha és una distorsió de Wuffa. D. P. Kirby és un altre dels historiadors que accepten Wehha com a pare de Wuffa i fundador de la dinastia reial.
Malgrat la llarga llista d'ancestres que tenen els Wuffingas —la qual enllaça amb els déus pagans— el seu poder a la regió que van ocupar només es va establir fermament en el primer terç del segle vi. Martin Carver creu que és massa arriscat treure'n conclusions sobre els primers reis de l'Ànglia de l'Est a partir de l'escàs material documental que existeix.

## El nom
El nom Wehha podria ser una forma esurçaa de Wihstān, el pare de Wiglaf el personatge de Beowulf, i si així fos això seria una prova de la connexió entre la dinastia dels Wuffingas i la dinastia reial de Suècia, els Scylfings. també podria ser que Wehha sigui una forma escurçada d'altres noms de persona emprats en l'anglès antic que comencen per Wē(o)h-, per exemple d'un possible nom *Weohha. Lindqvist ha proposat que Wehha sigui la forma escurçada de Weohstan, però segons O'Loughlin això no és lingüísticament possible, ja que Weohstan apareix posteriorment emprat pels saxons de l'oest.
O'Loughlin creu que Wehha, i el seu pare Wilhelm, podrien tenir relació amb una persona anomenada Wehilo i el seu pare Weho, que estan en la llista genealògica trobada en el manuscrit de les lleis de Rothari, un rei dels longobards del segle VII.
En una àmfora de bronze trobada en el monestir de Chesell Down, a l'illa de Wight, hi ha una inscripció que amb les grafies rúniques es llegeix «wecca» i que podria referir-se a Wehha.

## Regnat
No es pot dir res del regnat de Wehha perquè no hi ha cap font documental de la seva època que en parli. En una data desconeguda va ser succeït pel seu fill Wuffa, el qual segons va escriure Roger de Wendover, governava l'Ànglia de l'Est l'any 571, però aquesta informació no s'ha pogut contrastar amb cap altre text.